# Mosquée Mâlik ibn Anas
La mosquée Mâlik ibn Anas (arabe : جامع مالك بن أنس). est une mosquée tunisienne située au nord de la ville de Carthage.
Elle est érigée au lieu-dit « La Colline de l'Odéon », sur un site d'une superficie de trois hectares, au cœur du site archéologique de Carthage et à proximité immédiate de l'odéon et de la basilique de Damous El Karita. Appelée originellement El Abidine, elle prend le nom de Mâlik ibn Anas à la suite d'une cérémonie tenue le 23 novembre 2012 en présence du président Moncef Marzouki et de Mohamed Youssef el-Megaryef, président du Congrès général national libyen.
Ouvert en 2003, l'édifice comporte une salle de prière pouvant accueillir 1 000 fidèles, une cour intérieure couvrant 1 500 m2, une esplanade de 2 500 m2 et un minaret d'une base de 9 mètres et haut de 55 mètres.
La mosquée apparaît sur les billets de dix dinars tunisiens. La Poste tunisienne lui a également dédié un timbre-poste, d'une valeur de 250 millimes, tiré à 200 000 exemplaires le 11 novembre 2004. De plus, la radio religieuse Zitouna FM diffuse les cinq prières quotidiennes depuis la mosquée.

## Construction
Construite suivant les plans de l'architecte Ayad Sriha, c'est le président de la République tunisienne de l'époque, Zine el-Abidine Ben Ali, qui en pose la première pierre le 16 novembre 2000 et l'inaugure le 11 novembre 2003 en présence du prince Nayef Ben Abdelaziz, ministre de l'Intérieur de l'Arabie saoudite, et du prince Al-Walid ben Talal Al Saoud. Elle remplace deux barres résidentielles construites dans les années 1950.
L'enveloppe est réalisée entièrement en voiles de béton armé sur lesquels ont été fixés les revêtements en marbre et en pierre marbrière au moyen d'attaches et d'agrafes en acier inoxydable. La pierre marbrière de couleur beige, le kedhel extrait dans la banlieue sud de Tunis, a été utilisée pour le revêtement et la décoration — notamment des claveaux des arcs, des corniches, des coupoles et des sols — et le chemtou aux tons jaunes et rouges pour la midha (lieu des ablutions). Les espaces sont climatisés : l'air est soufflé à travers les moucharabiehs en bois des portes et à travers les motifs en stuc.

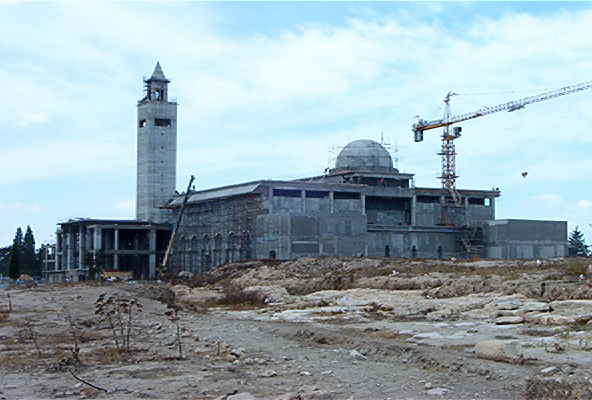
Chantier de la mosquée à l'été 2002.
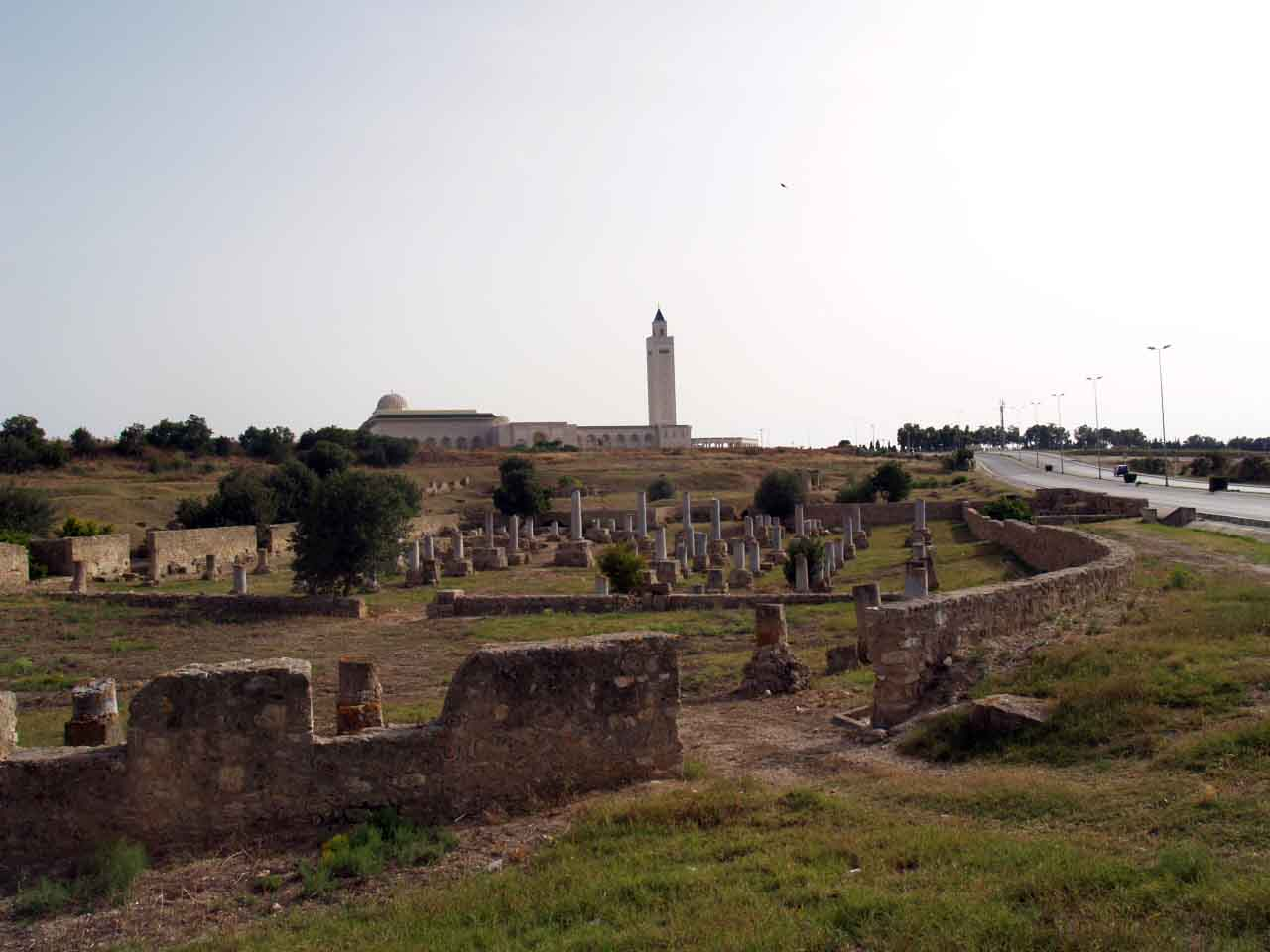
Mosquée dominant la basilique de Damous El Karita.
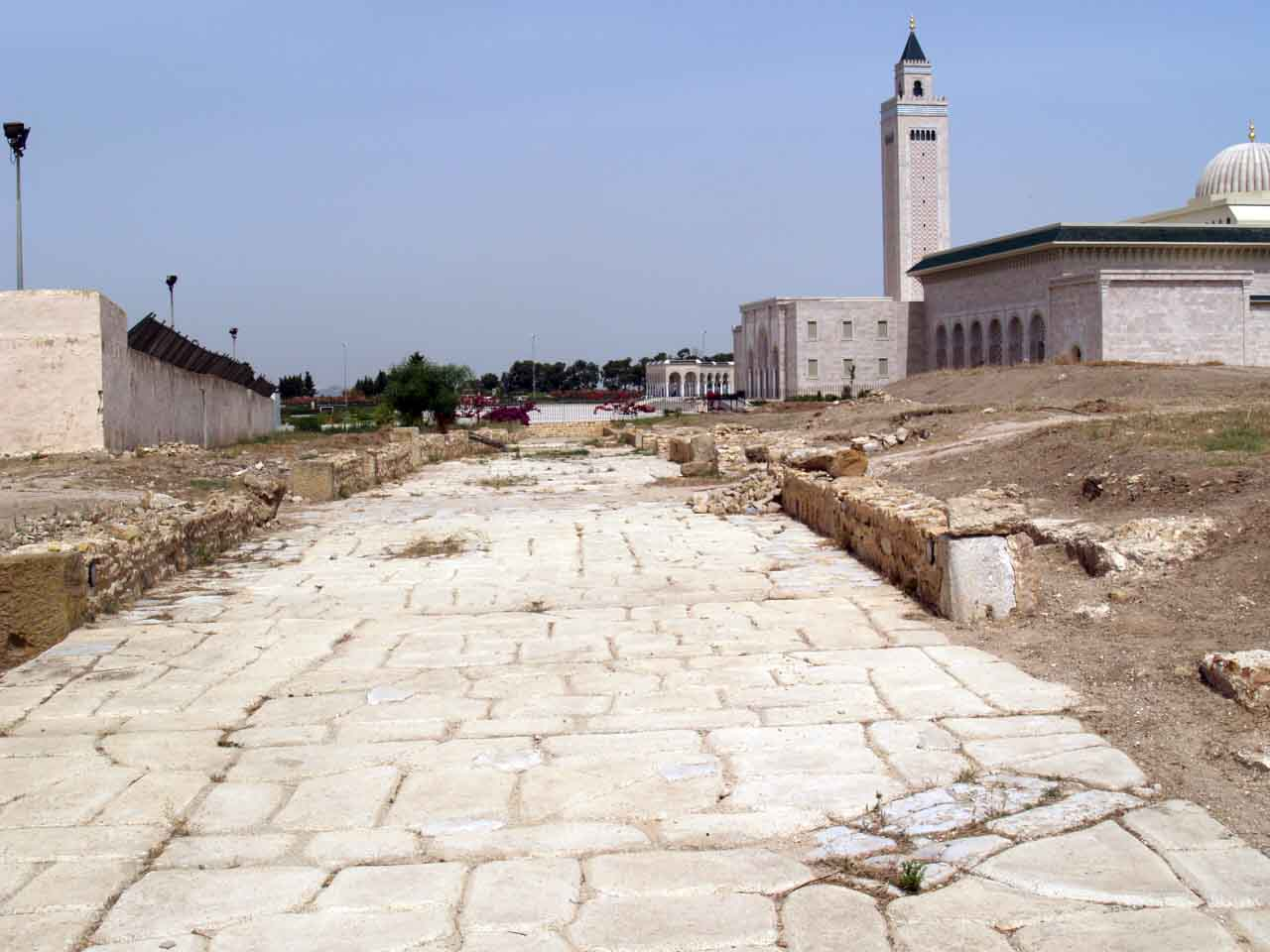
Voie romaine à proximité immédiate du bâtiment.

## Architecture et décoration

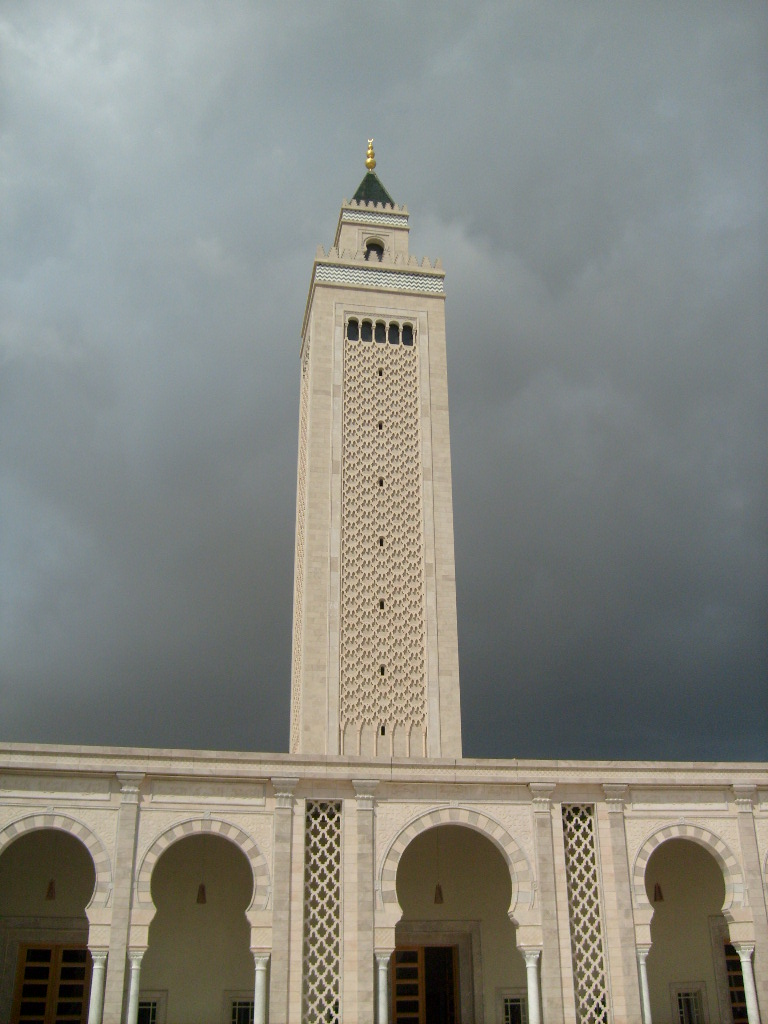
Minaret vu depuis la cour intérieure.

Les volumes du bâtiment sont régis par un ordre de symétrie et d'axialité caractéristique des monuments antiques — hauteurs de 17 mètres sous le faux plafond de la nef centrale et de 24 mètres sous la coupole de la salle de prière — et s'inspirant particulièrement des grandes mosquées tunisiennes : pureté des formes, succession hiérarchique des espaces et clarté des circuits.
L'accès à la mosquée s'effectue, depuis la vaste esplanade d'une largeur de 35 mètres, par l'intermédiaire d'un portail encadré par les noms d'Allah et des versets du Coran gravés sur les murs.
Réalisées en chêne, mesurant huit mètres de hauteur et pesant trois tonnes, les grandes portes ont été armées d'ossatures métalliques avec une face extérieure en cuivre ouvragé. Par ailleurs, avec l'appui de l'Association de sauvegarde de la médina de Tunis, sept équipes ont décoré les plafonds et trois ont ciselé des centaines de mètres carrés de stuc. Le hall d'entrée s'inspire du décor des anciennes demeures des notables citadins avec ses panneaux en céramique à dominante bleue et turquoise reprenant des motifs floraux d'inspiration andalouse. La salle de prière hypostyle, avec ses 64 colonnes, peut accueillir 1 000 fidèles.
Dans le fond, le mihrab est en marbre blanc incrusté de marbre vert et rouge et se voit surplombé par une coupole de dix mètres de diamètre. Le sol est couvert de tapis de Kairouan.

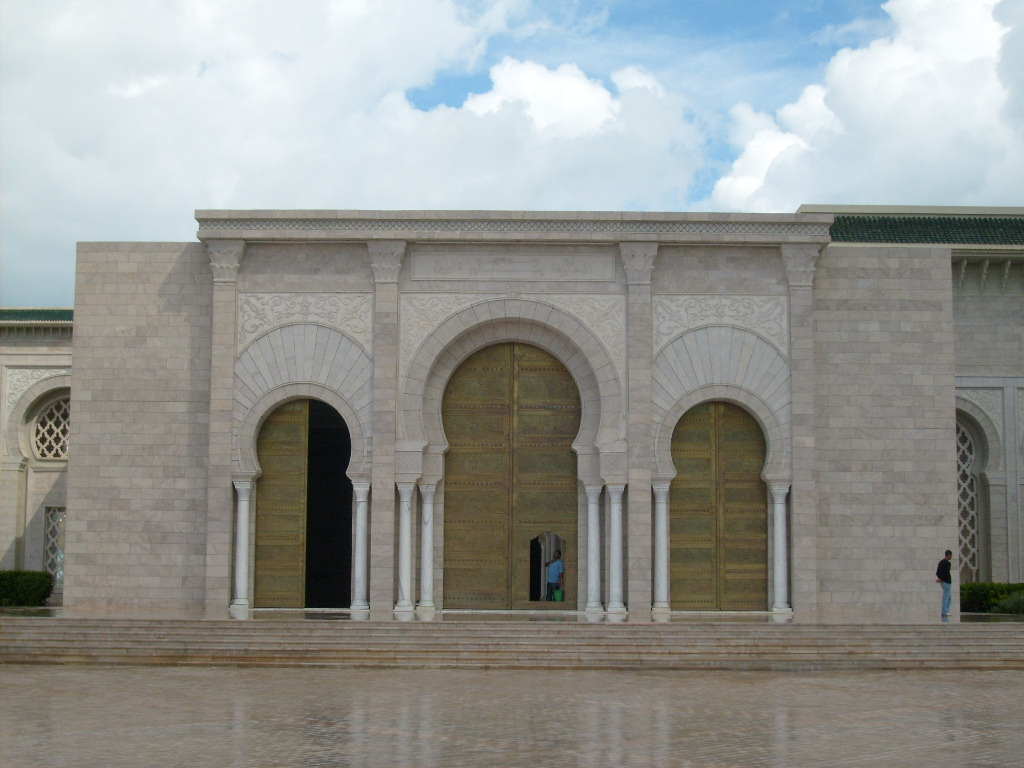
Portail d'accès principal.
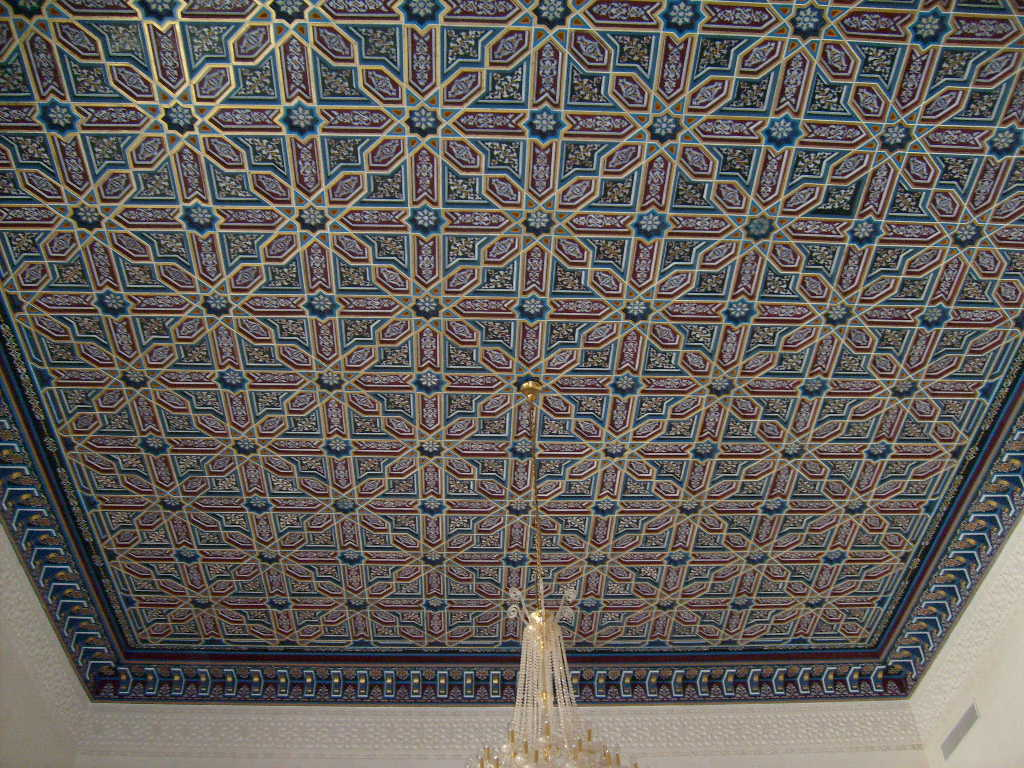
Plafond peint.
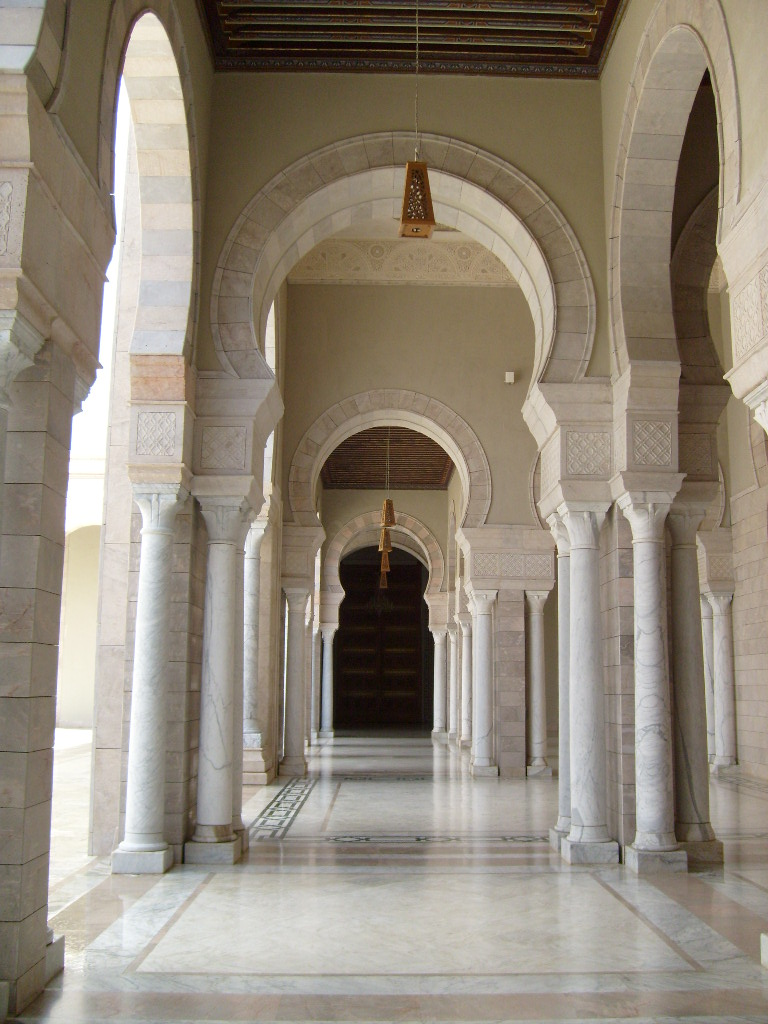
Couloir entourant la cour intérieure.
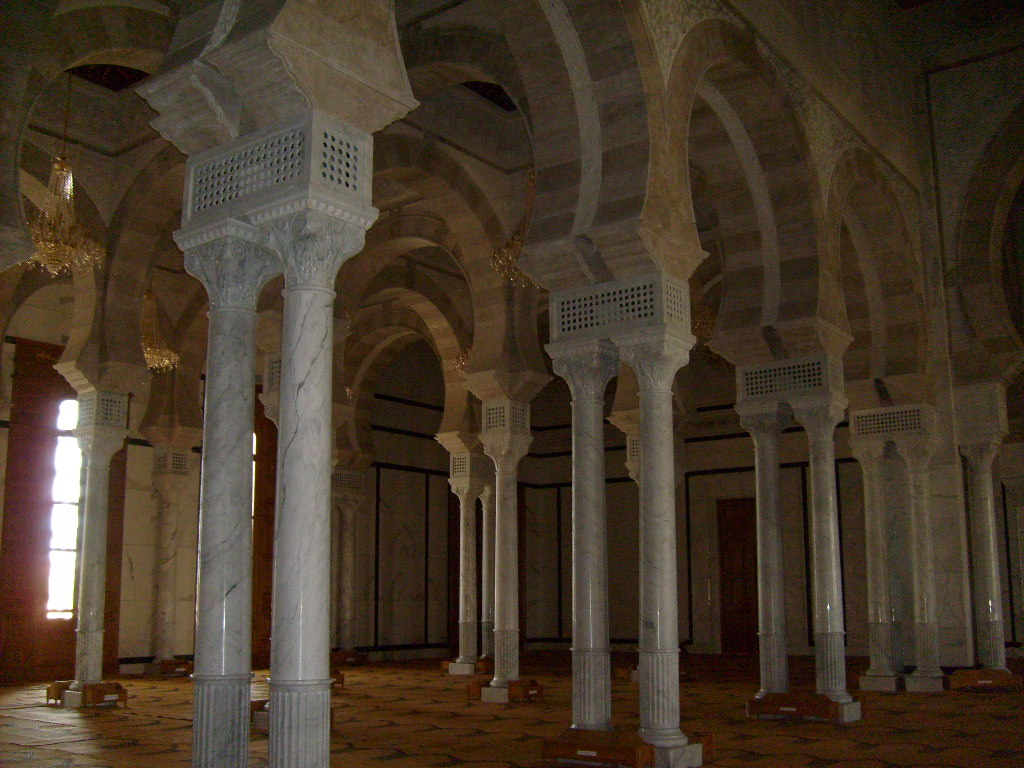
Salle de prière.